# Autoroute A 71
Die Autoroute A 71, auch als L’Arverne bezeichnet, ist eine französische Autobahn mit Beginn in Orléans und dem Ende in Clermont-Ferrand. Ihre Länge beträgt 292 km.

## Geschichte
- 14. Dezember 1973: Eröffnung Saint-Jean-de-la-Ruelle - La Chapelle-Saint-Mesmin (A 10 – Abfahrt 1)
- 26. März 1980: Eröffnung La Chapelle-Saint-Mesmin - Olivet-sud (Abfahrt 1 – 2)
- 24. Oktober 1986: Eröffnung Olivet-sud - Salbris (Abfahrt 2 – 4)
- 29. Oktober 1987: Eröffnung Montmarault - Clermont-Ferrand (Abfahrt 11 – A 75)
- 11. Dezember 1988: Eröffnung Vallon-en-Sully - Montmarault (Abfahrt 9 – 11)
- 29. Juni 1989: Eröffnung Salbris - Bourges (Abfahrt 4 – 7)
- 11. Dezember 1989: Eröffnung Bourges - Vallon-en-Sully (Abfahrt 7 – 9)
- 21. März 2003: Eröffnung der Abfahrt Combronde (Abfahrt 12.1)

## Großstädte an der Autobahn
- Orléans
- Vierzon
- Gannat
- Clermont-Ferrand

## Besonderheiten
Der Abschnitt zwischen den Anschlussstellen 7 und 8 (Bourges bzw. Saint-Amand-Montrond) ist mit 44 km der längste Abschnitt des französischen Autobahnnetzes ohne Ein- und Ausfahrten.